# راکسی رنالدز
راکسی رنالدز (انگلیسی: Roxy Reynolds؛ زاده ۲۸ دسامبر ۱۹۸۳) بازیگر پورنوگرافی اهل ایالات متحده آمریکا است.